# Distretto di Gombak
Il distretto di Gombak è un distretto della Malaysia, fa parte dello stato del Selangor e il suo capoluogo è Bandar Baru Selayang.
Il distretto venne creato il 1º febbraio 1974, lo stesso giorno in cui Kuala Lumpur venne dichiarata territorio federale. Fino al 1997 il capoluogo del distretto fu Rawang.